# Virgil Exner
Virgil Max Exner (Ann Arbor, 24 settembre 1909 – Royal Oak, 22 dicembre 1973) è stato un designer statunitense, noto per aver dato un impulso decisivo alla Chrysler.

## Biografia

### Giovinezza, studi e primi impieghi
La vita di Virgil Exner fu movimentata fin dagli inizi: in tenera età venne infatti adottato da George ed Iva Exner, una coppia residente nella zona sud-ovest dello Stato del Michigan. Fin da bambino, Virgil mostrò una grande passione per il disegno, ed in particolare per le automobili. Per questo frequentò la University of Notre Dame a South Bend, nello Stato dell'Indiana. Ma nel 1928, dopo soli due anni fu costretto ad abbandonare perché non più in grado di sostenere le spese per gli studi.
Trovò un impiego come aiutante in una ditta di creazioni pubblicitarie: la sua passione per il disegno delle automobili venne impiegato per la realizzazione di pubblicità per la Studebaker, nota Casa automobilistica statunitense, anch'essa con sede a South Bend. qui conobbe Mildred Marie Eshleman, che sposò nel 1931 e dalla quale ebbe due figli: Virgil Jr., nato il 17 aprile 1933, che in seguito avrebbe seguito le orme del padre, e Brian, nato nel 1940, il quale morì giovanissimo in seguito alle conseguenze di una caduta dalla finestra di casa.

### Dalla General Motors alla Studebaker

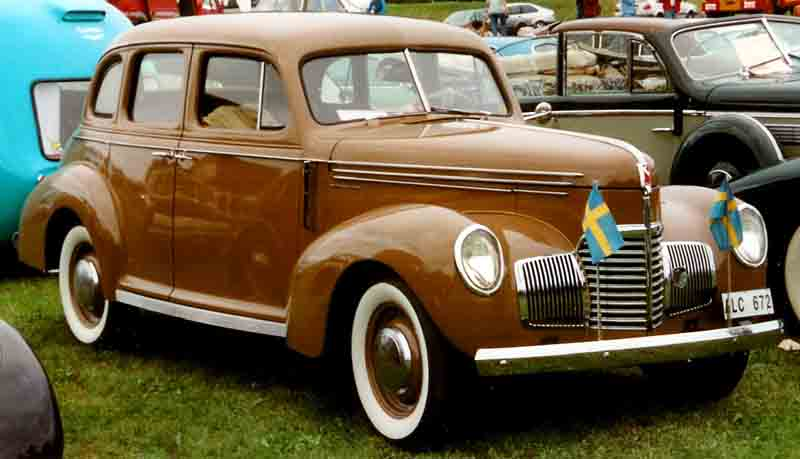
La Studebaker Champion fu uno dei modelli che Exner contribuì a realizzare durante il suo periodo con Raymond Loewy

Il talento di Exner non tardò a farsi notare dai superiori: uno dei suoi capi, che era in stretti rapporti con l'allora capo del design della General Motors, Harley Earl, consigliò ad Exner di inviare al reparto design della Casa alcuni dei suoi disegni. Fu così che nel 1934 Exner cominciò a lavorare presso l'ufficio Art & Colour del reparto design della General Motors, sotto gli occhi attenti di Harley Earl, il quale in quegli anni scoprì anche altri talenti, tra cui Bill Mitchell, giunto alla General Motors un anno dopo Virgil Exner. Quest'ultimo si applicò con dedizione al suo nuovo impiego, tanto che nel 1936, due anni dopo la sua assunzione, fu nominato capo della sezione di design della Pontiac.
Passarono altri due anni: nel 1938 Virgil Exner venne scelto per lavorare presso lo studio di design di Raymond Loewy, sito a New York. Questo studio ricevette ben presto l'incarico di disegnare le nuove autovetture Studebaker. Virgil Exner ricevette a sua volta l'incarico di occuparsi di tale lavoro e venne trasferito a South Bend, con gran contentezza dello stesso Exner, poiché tornò a trovarsi vicino a casa. Contemporaneamente, però, Exner mal tollerava il fare troppo oppressivo di Loewy, che lo comandava a distanza e non gli dava grosse soddisfazioni con i suoi lavori. Ben presto i rapporti tra Exner e Loewy si fecero tesi: l'ingegnere capo della Studebaker, Roy Cole, gli consigliò di provare a fare un disegno da solo e di mostrarlo ai vertici della Casa di South Bend. Exner accettò e quando la Studebaker accettò il disegno di Exner al posto di quello di Loewy, quest'ultimo prese la palla al balzo per licenziare Exner.
In questo modo, nel 1944, Exner passò direttamente dalla Loewy alla Studebaker, in un ambiente di lavoro in cui Exner poteva contare in realtà solamente sull'amicizia con Roy Cole. Poche altre persone lo stimavano realmente all'interno della Casa di South Bend. La riprova si ebbe quando nel 1947 la Studebaker lanciò sul mercato la Starlight, quella vettura disegnata da Exner e che gli costò il licenziamento dalla Loewy: le linee di tale modello furono attribuite alla Loewy anziché ad Exner stesso, perché la Loewy aveva un impatto pubblicitario di gran lunga superiore. Ciò amareggiò profondamente Virgil Exner. Inoltre, ben presto Roy Cole sarebbe andato in pensione, fatto che avrebbe tolto ad Exner qualunque appoggio all'interno della Studebaker. Ancora una volta fu lo stesso Roy Cole a fare un regalo ad Exner, mettendo una buona parola per lui alla Chrysler, dove si stava fortemente cercando un responsabile del design giovane e che rinnovasse l'intera gamma della Casa di Detroit, oramai austera da troppi anni dopo il fiasco clamoroso del modello Airflow.

### Arrivo alla Chrysler

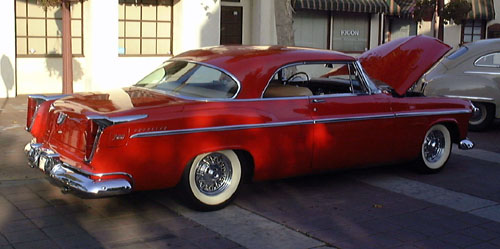
Una Chrysler C300, uno dei capolavori di Exner e del suo programma Forward Look

Fu così che Virgil Exner giunse alla Chrysler, dove avrebbe trovato finalmente un ambiente più adatto a lui, e dove poteva realmente godere di rispetto e fiducia. Qui, Exner svolse un'intensa attività fatta di innumerevoli prototipi, ma anche di molti modelli destinati alla produzione in serie.
Tra i primi progetti di Exner presso la Chrysler, vi fu il modello K-310 ed il progetto della Chrysler Crown Imperial Dual Cowl. Dati gli enormi costi di progettazione e realizzazione di tali prototipi, Exner pensò ad un modo per contenere le crescenti spese e lo trovò nella collaborazione della carrozzeria italiana Ghia, con la quale venne stipulato un accordo: Exner avrebbe disegnato le carrozzerie e Ghia le avrebbe costruite. Fu da qui che partì un'intensa collaborazione tra la carrozzeria torinese ed il colosso americano, collaborazione dalla quale sarebbero nati numerose dream cars indicate in futuro come pietre miliari nella storia del design automobilistico. Tra queste vanno senza dubbio citati i prototipi D'Elegance e Turboflite, quest'ultimo dotato di motore a turbina. Seguirono poi la Dodge Firearrows, realizzata in tre varianti di carrozzeria (due roadster, una coupé ed una cabriolet), la Plymouth Explorer e la Dodge Dart. Tanto lavoro valse ad Exner la promozione nel 1953 a direttore del design della Chrysler.
A metà degli anni cinquanta ci fu molta apprensione per un attacco cardiaco che colpì Exner, ma che non riuscì ad avere la meglio sull'affermato designer. Nell'autunno del 1954 partì un programma di avanguardia stilistica fortemente voluto dallo stesso Exner e che mirava al decisivo rinnovamento della produzione in serie. Tale programma, denominato Forward Look, avrebbe cominciato ad essere applicato sull'intera produzione Chrysler del 1955. Da tale programma nacquero capolavori come la Chrysler C300.
Il programma Forward Look continuò ad essere applicato con sempre maggiore incisività anche negli anni seguenti, dando vita a vetture caratterizzate da profili bassi, dinamici e resi ancor più particolari dalle pinne posteriori, spesso assai pronunciate e di gran moda all'epoca. Nessuno come Exner, però, aveva cercato di interpretare le pinne posteriori anche in chiave tecnica, e più precisamente come ottimo fattore aerodinamico. Exner credeva in ciò e già nel 1956 diffuse le pinne su ogni modello Chrysler in listino.
La popolarità acquisita da tali modelli, le vendite giunte alle stelle ed il fatto che i modelli Chrysler erano sempre un passo avanti rispetto alla concorrenza, fecero sì che nel 1957 Exner venne promosso vicepresidente del settore design della Chrysler.
Virgil Exner terminò la sua esperienza alla Chrysler nel 1961 a causa di divergenze con le alte sfere della Casa, per via di una decisione di queste ultime di ridurre la spettacolarità dei suoi modelli, decisione non condivisa da Exner e che causò di fatto un tracollo nelle vendite della Casa. Exner venne comunque visto come possibile capro espiatorio e fu licenziato: uno dei suoi ultimi modelli è stata la Plymouth Valiant, già appartenente alle nuove direttive della Chrysler e che di fatto incontrò uno scarso successo. Da quel momento, Exner si sarebbe riferito alle Chrysler post-1961 chiamandole "pulcini spelacchiati".

### Ultimi anni
Nel 1962, Virgil Exner aprì uno studio per conto suo, dove venne seguito dal figlio Virgil Jr. Ottenne di poter comunque avere rapporti con la Chrysler, anche se solo come consulente.
Virgil Exner morì nel 1973 all'ospedale William Beaumont di Royal Oak, nel Michigan.